# Гельмут Казер
Гельмут Казер (нім. Helmut Käser, 14 листопада 1912 — 11 травня 1994, Кюснахт-ам-Рігі) — швейцарський футбольний функціонер, генеральний секретар ФІФА (1960—1981) та генеральний секретар Швейцарської футбольної асоціації.

## Біографія
Казер працював держслужбовцем у Швейцарії, у Федеральному департаменті з економічних питань і став генеральним секретарем Швейцарської футбольної асоціації в травні 1942 року.
З квітня 1960 по червень 1981 року займав посаду генерального секретаря ФІФА, працюючи з трьома президентами — англійцями Артуром Дрюрі (1955—1961) і Стенлі Роузом (1961—1974), а також бразильцем Жоао Авеланжем, який і поставив замість Гельмута на цю посаду Зеппа Блаттера у вересні 1981 року. Через два місяці, після того як Казер покинув ФІФА, Блаттер одружився з дочкою Гельмута Барбарою. Їх шлюб тривав десять років, поки Барбара не померла від ускладнень після операції.
Казер помер в 1994 році в містечку Кюснахт-ам-Рігі біля Цюриха.